# Первый контакт (альбом)
«Первый контакт» — дебютний студійний альбом російського поп-груту Hi-Fi, випущений 17 лютого 1999 на лейблі REAL Records.
У березні 2014 року журнал «Афіша» включив альбом до редакційного списку «30 найкращих російських поп-альбомів».

## Список композицій
Автор слів Ерік Чантурія, автор музики Павло Єсенін. 
| #   | Назва              | Тривалість |
| --- | ------------------ | ---------- |
| 1.  | «Не дано»          | 3:35       |
| 2.  | «Call Me Misha»    | 3:42       |
| 3.  | «Ты прости»        | 3:31       |
| 4.  | «Нить»             | 4:37       |
| 5.  | «Пионер»           | 4:38       |
| 6.  | «Беспризорник»     | 3:45       |
| 7.  | «Georgia»          | 3:04       |
| 8.  | «Don’t Give Up»    | 3:57       |
| 9.  | «Не дано» (Ремікс) | 3:25       |
| 10. | «Childhood»        | 3:40       |
| 11. | «Не дано» (Мінус)  | 3:35       |

## Учасники запису
- Павло Єсенін — вокал, аранжировки, музика
- Ерік Чантурія — тексти пісень
- Ютта Каполло — вокал (2)
- Віллі Уол — гітара (1,9,11)